# Sparisoma rocha
Sparisoma rocha es una especie de pez loro del género Sparisoma, endémica de las islas Trinidad y Martín Vaz. Fue clasificado por Pinheiro, Gasparini y Sazima en 2010.

## Etimología
Lleva el nombre del biólogo marino Luiz A. Rocha en honor a sus contribuciones a la ictiología.